# ویتری-آن-آرتوا
ویتری-آن-آرتوا (به فرانسوی: Vitry-en-Artois) یک کمون و dwelling place در فرانسه است که در پا-دو-کاله واقع شده‌است.

## خصوصیات
ویتری-آن-آرتوا ۱۸٫۷۸ کیلومترمربع مساحت و ۴٬۴۴۱ نفر جمعیت دارد و ۴۸ متر بالاتر از سطح دریا واقع شده‌است.